# Retrospective EP1: Everbody's Changing
Retrospective EP1: Everbody's Changing é uma EP digital, lançado em 5 de dezembro de 2008 pela banda britânica de rock piano Keane. Este EP e sua sequência, titulada de Retrospective EP2: Sunshine são partes de uma série de EPs da banda, nomeada comumente de Retrospective EPs.

## Everbody's Changing
O primeiro Retrospective EP foi a música "Everbody's Changing", música de grande sucesso da banda que é parte do seu primeiro álbum Hopes and Fears. A música "Into the Light" (como a última do EP) nunca foi lançada, ela incluí o pianista Tim Rice-Oxley como vocal. Embora este seja o terceiro do EP da banda, nenhum dos EPs contou com o formato de CD de estúdio comum. O EP foi lançado exclusivamente no site keanemusic.com, site oficial da banda.

## Into the Light
A música demo "Into the Light" foi a única do álbum que foi cantada por Tim. A música é diferente do repertório habitual da banda, a música tem batidas em ritmo padrão e sons de sintetizadores com tons fantasmagóricos.

## Faixas
| N.º            | Título                                                                               | Producer(s)    | Duração |  |
| 1.             | "Everybody's Changing (demo original)"                                               | Keane          | 3:37    |  |
| 2.             | "Everybody's Changing (demo de julho de 2002)"                                       | Keane          | 3:31    |  |
| 3.             | "Everybody's Changing"                                                               | Keane          | 3:36    |  |
| 4.             | "Everybody's Changing (versão ao-vivo pela primeira vez na Radio 1, do Reino Unido)" | Keane          | 4:11    |  |
| 5.             | "Fly to Me (demo)"                                                                   | Keane          | 6:19    |  |
| 6.             | "Into the Light (demo)"                                                              | Keane          | 3:18    |  |
| Duração total: | Duração total:                                                                       | Duração total: | 24:34   |  |

- O EP também incluí um vídeo chat de Tim, entrevistado por Tom sobre o EP.